# Arizona Rattlers
Gli Arizona Rattlers sono una squadra della Indoor Football League con sede a Phoenix, Arizona. Fino alla stagione 2016, la squadra competeva nella Western Division della National Conference della Arena Football League, vincendo il titolo nel 1994, 1997, 2012, 2013 e 2014. Giocano le loro gare interne allo US Airways Center e sono allenati da Kevin Guy.

## Numeri ritirati
| Numeri ritirati dagli Arizona Rattlers |                  |       |           |                |       |
| N°                                     | Giocatore        | Ruolo | Anni      | Data ritiro    | Note  |
| 13                                     | Sherdrick Bonner | QB    | 1993-2007 | 16 giugno 2010 | [ 2 ] |
| 14                                     | Hunkie Cooper    | WR/LB | 1993-2005 | 6 maggio 2005  | [ 3 ] |
| 17                                     | Randy Gatewood   | WR/DB | 1996-2007 | 9 maggio 2008  | [ 4 ] |